# 逸失利益
逸失利益（いっしつりえき、英: Lost profit）は、債務不履行や不法行為がなければ得られたと推定可能な仮定上の総利益と、債務不履行または不法行為の発生後に実際に得られた利益(実収益)との差額を指す。債務不履行による場合は消極的損害を意味する。不法行為による場合は「将来得べかりし利益（しょうらいうべかりしりえき）」を意味するため、未成年者や未就労者の場合においても、性別・年齢・学歴・職歴・保有資格等の同一または類似属性に基づく平均収入や平均生涯所得を基礎とし、就労可能年数・労働能力喪失率・就労可能性等の要素を踏まえた算定がなされる。

## 債務不履行の逸失利益
債務不履行による損害賠償での損害の態様の一分類として積極的損収入消極的損害所得る。既存財産の減少が積極的損害であり、得べかりし利失益）が消極的損害にあたる商品を取得し他に転売して利益をあげる目的で売買をしたにもかかわらず売主の債務不履行により目的を達成できなかったため転売先に対して違約金を支払った場合、このうち違約金の支払いが積極的損害にあたり、転売利益の取得不能が消極的損害にあたる。

### 利用利益
金銭債務が履行遅滞となると債権者はその金銭を用いることができない。もっとも金銭の運用は千差万別であるため利益を上げることもあれば損失を生じることもあるはずだが、金銭が利益を生むべき資本の典型であることに着目して、民法は金銭の給付を目的とする債務の不履行について具体的損害の有無を問わず（民法419条2項参照）、原則として損害賠償額は法定利率によって定めると規定している（民法419条1項本文）。なお、約定利率が法定利率を超えるときは約定利率によるとされている（民法419条1項但書）。 

### 転売利益
判例は得べかりし転売利益というためには社会の経験的事実からして蓋然性があれば足りるとしている。商人間の大豆原油売買で目的物の価額が低落傾向にあった場合において商人はこのような場合には引渡しを受け次第すみやかに売るであろうから履行期当時の市価を得べかりし転売利益と判断した（最判昭36・12・8民集15巻11号2706頁）。一方、転売を常とはしていない不動産の買主による履行期の市価と遅れて引き渡された時点での目的物の市価との差額についての損害賠償請求は否定した（大判昭9・1・6裁判例（8）民1頁）。

## 不法行為の逸失利益

### 生命侵害における逸失利益
生命侵害の場合、基本的には、その人が生命侵害を受けなければ生存したであろうと推定される年齢に達するまでのその人の推定収入から、その人のその間に要する生活費を控除したものが逸失利益となる（大判大正2・10・20民録19輯）。もっとも、このような考え方は世界では少数派である。ドイツ・台湾などの諸国では、人が亡くなった時点に権利能力が失い、損害を観念する余地はない、と広く解されている。
死者が将来受給できたであろう厚生年金保険法に基づく遺族厚生年金は社会保障的性格が強いことから逸失利益にはあたらない（最判平成12・11・14民集54巻2683頁）。
死者が受給権者であった国民年金法に基づく障害基礎年金及び厚生年金保険法に基づく障害厚生年金については逸失利益として相続人から請求することができるが、同年金での妻子の加給分は社会保障的性格が強く逸失利益としての性格を持たないとされる（最判平成11・10・22民集53巻1211頁）。
活動年齢期については生命表記載の平均余命を参考にすることもできるが、これに限定されるわけではなく「死者の経歴、年齢、職業、健康状態その他諸般の事情を考慮して自由な心証」で認定することができる（最判昭和36・1・24民集15巻35頁）。
逸失利益の算定に当たっては将来の昇給の見込みを斟酌することもできる（最判昭和43・8・27民集22巻1704頁）。
家事労働に専念する主婦については、平均的労働不能年齢に達するまで、女子の雇用労働者の平均的賃金相当額をあげるものと推定される（最判昭49・7・19民集28巻872頁）。
自営企業主の場合、特段の事情のない限り、企業収益中に占める企業主の労務など企業に対する個人的寄与に基づく収益部分の割合に応じて算定される（最判昭43・8・2民集22巻1525頁）。
就労していない子どもの場合、全労働者の平均賃金をもとに逸失利益を算出する。ここで、男女賃金格差を背景に男女で差が出ることがあり、男子は男性の平均年収で、女子は男女の平均年収に基づいて算出されることがある。
障害者の場合は、健常者より低い金額になることが多く、重い障害であれば就労の可能性がないとして「ゼロ」と判断されることも少なくない。しかし近年、障害者の雇用促進により、逸失利益の算出に変化がある。重度知的障害者の死亡逸失利益について、県最低賃金額を基礎とし、生活費控除7割で認めた判例がある（青森地裁平成21.12.25判決）。なお、聴覚障害者の死亡逸失利益をめぐる裁判が大阪地裁で係争中であり（生野区聴覚障害女児死亡事故）、今後の判決が注目される。

### 中間利息の控除
逸失利益については将来の収入を現在受領することになるため利息相当分については控除される（中間利息の控除という）。その計算式としては単式ホフマン式計算法、複式ホフマン式計算法、単式ライプニッツ計算法、複式ライプニッツ式計算法などがある。
単式ホフマン式計算法（賠償額X、就労可能年間n年間、収入額A、利率r）
{\displaystyle X={\frac {A}{1+nr}}}
複式ホフマン式計算法（賠償額X、就労可能年間n年間、各年の収入額a、利率r）
{\displaystyle X=a\left({\frac {1}{1+r}}+{\frac {1}{1+2r}}+......+{\frac {1}{1+nr}}\right)}
単式ライプニッツ式計算法（複利）（賠償額X、就労可能年間n年間、収入額A、利率r）
{\displaystyle X=A\,{\frac {1}{(1+r)^{n}}}}
複式ライプニッツ式計算法（複利、年収不変）（賠償額X、就労可能年間n年間、各年の収入額a、利率r）
{\displaystyle X=a\,{\frac {1-(1+r)^{-n}}{r}}}
複式ライプニッツ式計算法（複利、年収変化）（賠償額X、就労可能年間n年間、各年の収入額a…z、利率r）
{\displaystyle X={\frac {a}{1+r}}+{\frac {b}{(1+r)^{n}}}+......+{\frac {z}{(1+r)^{n}}}}